# Frente de Libertad de Afganistán
El Frente de Libertad de Afganistán (AFF) es un grupo militante anti-talibán que opera en Afganistán.

## Historia
En marzo de 2022, la AFF anunció su formación al público a través de las redes sociales luego de la caída de la República Islámica de Afganistán.
El 14 de abril de 2022, la AFF informó que sus combatientes se habían enfrentado a las fuerzas talibanas de manera simultánea en Badakhshan, Baglán, Kandahar, Parwan, Takhar, Lagmán y Samangan.

## Liderazgo
La AFF mencionó que uno de sus líderes es el ex general del ejército afgano Yasin Zia.